# Autocalcio

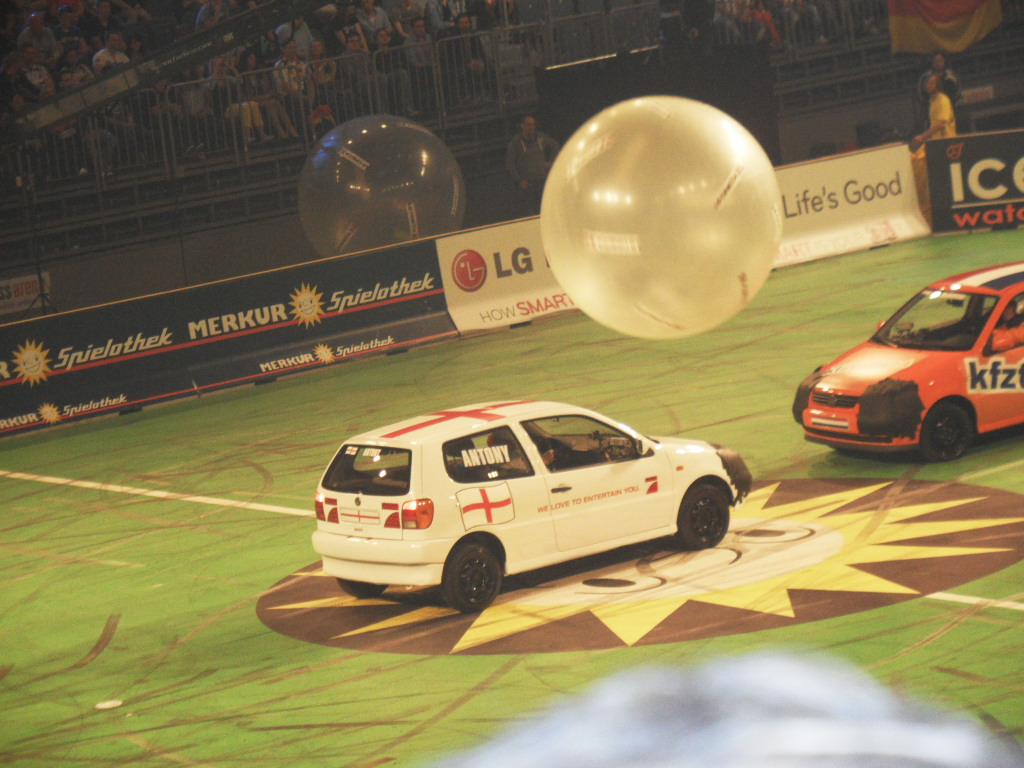
Ross Antony e Harry Wijnvoord giocano ad Autocalcio per la trasmissione TV total Autoball Europameisterschaft 2012

L'autocalcio (in portoghese autobol) è uno sport di squadra. Si tratta di una fusione tra calcio e automobilismo, che prevede la sostituzione dei calciatori con delle automobili. 
L'autocalcio nacque in Brasile nel 1970, ideato da Mário Marques Tourinho, un medico. Egli era entrato in possesso di un pallone da calcio di dimensioni notevoli, che era stato realizzato da una fabbrica di San Paolo in occasione di un incontro della Nazionale di calcio del Brasile. Mentre guidava a Copacabana, gli capitò di urtare un pallone con il muso dell'auto e, accortosi che la sfera rimbalzava se colpita in maniera adeguata, decise di creare uno sport che includesse sia le auto che il calcio. La prima partita in assoluto fu organizzata il 19 settembre 1970: si svolse nell'intervallo di una gara tra Flamengo e Madureira. L'incontro inaugurale fu giocato da dieci auto.
Con il passare del tempo, lo sport esperì un'evoluzione: dapprima le auto erano in cattive condizioni (erano utilizzate prevalentemente macchine datate e usate), i giocatori non padroneggiavano la tecnica e gli incontri erano seguiti da un esiguo numero di spettatori. Gli organizzatori dell'autocalcio (oltre a Mário Tourinho, gli elementi di spicco erano Ivan Sant'Anna e Mário Bucich) cercarono di espandere la diffusione dello sport, e per far ciò decisero di effettuare una dimostrazione nella Avenida Atlântica, a Copacabana. L'esibizione ebbe successo, e nel 1973 i vertici dell'autocalcio ricevettero l'autorizzazione per organizzare un campionato statale: si disputò pertanto un Campionato Carioca, con incontri giocati ogni due settimane; quattro club di Rio de Janeiro (América, Flamengo, Fluminense e Vasco da Gama) decisero di sponsorizzare il torneo, facendo dipingere le carrozzerie con i propri colori e facendosi rappresentare ciascuna da una squadra di autocalcio.
Il Fluminense concesse ai giocatori di utilizzare, per le loro partite, l'Estádio das Laranjeiras, che stava subendo la sostituzione del manto erboso: reperire un campo per gli incontri di autocalcio era impresa difficile, poiché il continuo passaggio delle macchine rovinava il prato. Contestualmente alla crescente notorietà dello sport, i giocatori affinarono la tecnica. La diversa conformazione delle macchine permetteva di imprimere al pallone diverse traiettorie: ad esempio, automobili con un cofano ricurvo alzavano il pallone, mentre quelle con i cofani di forma quadrata battevano i falli o effettuvano i passaggi. Con l'introduzione del campionato, alle auto furono cambiati i colori: inizialmente utilizzavano semplici livree gialle e rosse, mentre in seguito adottarono verniciature che richiamavano le divise da gioco, con numero di maglia e stemma della società che rappresentavano. Vi erano dei meccanici che agivano da "massaggiatori", tenendosi pronti ad intervenire in caso di guasti.
L'autocalcio era uno sport che comportava ingenti spese per chi lo praticava: le auto dovevano infatti essere cambiate di frequente, dato l'alto numero di collisioni a cui andavano incontro durante ogni partita. Il tipo di auto privilegiato dai piloti-calciatori era il taxi, a causa del costo più accessibile; la rottura più comune era l'usura della frizione, che era il pezzo più sostituito. L'autocalcio smise di essere praticato in seguito alla crisi energetica del 1973-1974, che colpì il Brasile, lasciandolo con scarse risorse di benzina. Lo sport aveva goduto di una discreta popolarità in Brasile, ma faticò a espandersi oltre i suoi confini.

## Regole
Le regole ricalcavano quelle del classico gioco del calcio; a differenza di quest'ultimo, però, i giocatori non potevano tornare indietro una volta guadagnato il possesso di palla, mentre i portieri non potevano parare con le fiancate. Inoltre, non esistevano né calci di rigore né calci d'angolo.

### Numero dei partecipanti
Il numero delle auto in campo varia a seconda delle dimensioni del campo: possono partecipare da tre a sei auto.

### Pallone
Il pallone è fatto di cuoio di bufalo, e ha un diametro di circa 1,5 m per un peso di dodici kg; esso supera in altezza i cofani delle auto e ha un rimbalzo lento, dato il suo peso.

### Arbitro
L'arbitro svolge le stesse funzioni di un arbitro di calcio, ed è fornito dello stesso equipaggiamento: i cartellini e il fischietto; dirige la gara dalla linea laterale. È inoltre l'unico nel campo di autocalcio a non guidare una automobile.